# Città Nuova di Varsavia

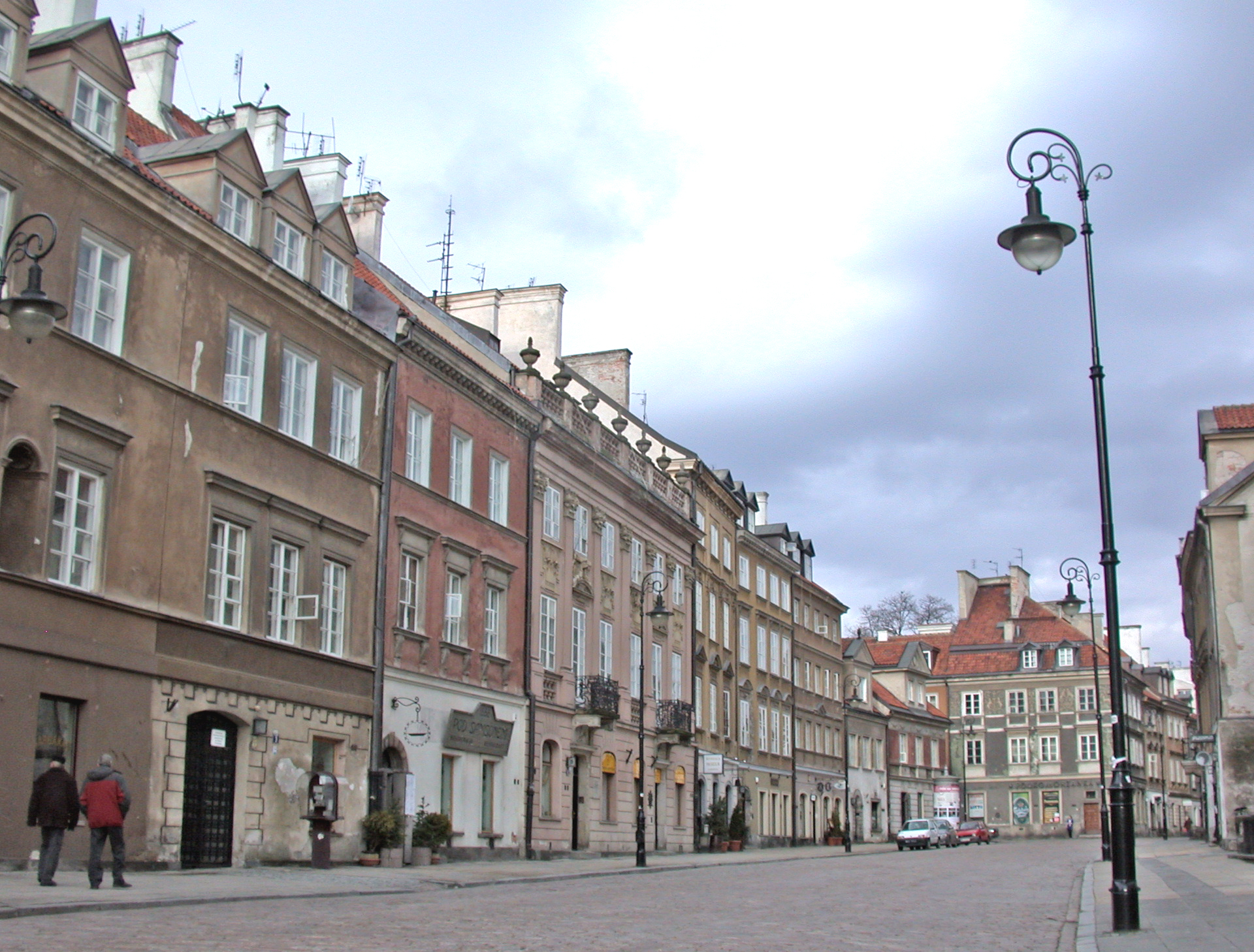
La via Freta, presso il Barbacane della Città Vecchia.

La Città Nuova (in polacco Nowe Miasto) costituisce un ampliamento della città di Varsavia al di fuori delle mura della Città Vecchia (Stare Miasto), che si sviluppò a partire dalla fine del XIV secolo ai lati della via che conduceva al paese di Zakroczym.
A partire dal 1408 ebbe un proprio sindaco e strutture municipali distinte, che conservò fino al 1791, quando venne riunita alla Città Vecchia.
Come la Città Vecchia, andò quasi interamente distrutta durante la seconda guerra mondiale e venne accuratamente ricostruita in seguito.
La via Freta (ulica Freta), che usciva dal Barbacane, struttura difensiva a protezione dell'accesso alla Città Vecchia, ne costituiva l'asse principale. Su di essa si apre la piazza del Mercato.

## Luoghi d'interesse
| | | La piazza del Mercato della Città Nuova (Rynek Nowego Miasta) assunse l'attuale forma irregolarmente triangolare a seguito delle successive trasformazioni. in origine aveva una forma rettangolare e al centro vi sorgeva il Municipio della Città Nuova, eliminato nel 1818. |
| Sul suo lato orientale (verso la Vistola), sorge la chiesa di San Casimiro (kościół Św. Kazimierza), opera dell'architetto Tylman di Ganeren del 1688, costruita insieme al convento delle Monache Benedettine del SS. Sacramento per opera del re Giovanni III Sobieski. All'interno, un tempo ricoperto di affreschi ora perduti, si trova la lapide della principessa Marie Caroline de Bouillon, nipote del fondatore della chiesa, con lo scudo spezzato dei Sobieski, che allude alla fine della dinastia. Il convento presenta un ampio giardino, articolato in terrazze che digradano verso il fiume.                                                                  | | |
| | | Nei pressi sorge la piccola chiesa di San Beno (kościół Św. Benona), fondata nel 1787 per i monaci dell'abate Klemens Dworzak. Nel 1808 i religiosi ne furono scacciati, in quanto accusati di essere a favore degli Austriaci e la chiesa fu utilizzata per una fabbrica di coltelli. I monaci vi tornarono solo dopo la seconda guerra mondiale e ricostruirono l'edificio, danneggiato dai bombardamenti. |
| La chiesa parrocchiale della Visitazione (kościół Nawiedzenia NMP) fu la prima della Città Vecchia, costruita agli inizi del XV secolo, in stile gotico. Più volte rimaneggiata, in particolare nel corso del XIX secolo, venne ricostruita dopo la seconda guerra mondiale nelle forme originarie. Sul fianco destro sorge un altissimo campanile a torre, mentre la facciata ha un ripido coronamento a capanna, con strette ripartizioni verticali tipiche per il gotico polacco. | | |
| | La chiesa di San Francesco (kościół Św. Franciszka) fu una chiesa francescana, iniziata nel 1679, inaugurata nel 1737 e completata, con l'erezione degli obelischi sopra le due torri della facciata, solo nel 1788. Alla chiesa lavorarono gli architetti Giovanni Ceroni (Jan), Antonio Solari (Antoni), Giacobbe e Giuseppe Fontana (Józef) e Giuseppe Boretti (Jakub e Józef). Contiene le reliquie di san Vito, dono di papa Benedetto XIV del 1745. Conserva inoltre un dipinto raffigurante Sant'Antonio da Padova del 1664. | |
| Il palazzo Sapieha venne eretto per Jan Fryderyk Sapieha, tra il 1731 e il 1746 dall'architetto Jan Zygmunt Deybel. Nel XIX secolo, dopo l'estinzione della famiglia Sapieha, venne trasformato in caserma. Fu incendiato durante l'occupazione nazista e la facciata venne ricostruita nelle forme originarie, mentre l'interno fu trasformato in scuola. | | |
| | L'edificio della "Vecchia Polveriera" (Stara Prochownia) fu in origine la porta di accesso al ponte in legno sul fiume Vistola, costruito nel 1575 dall'architetto Erazm Cziotko. Al ponte conduceva dalla via Freta la discesa della via Mostowa (ulica Mostowa). Dopo la distruzione del ponte nel 1603 per le lastre di ghiaccio in movimento sulla corrente del fiume, la porta venne riutilizzata a partire dal 1646 come deposito per la polvere da sparo e dal 1767 come prigione. Nel 1831 vi furono realizzati all'interno normali appartamenti. Dopo le distruzioni della seconda guerra mondiale, l'edificio venne ricostruito nelle forme originali negli anni sessanta e venne in seguito utilizzato come teatro. | |
| La chiesa dello Spirito Santo (kościół Św. Ducha) fu inizialmente un edificio in legno del XIV secolo, che venne bruciata nel 1655 dagli Svedesi durante l'invasione nota come il Diluvio. La nuova chiesa in muratura venne costruita tra il 1707 e il 1717 dagli architetti Giuseppe Piola (architetto) (Józef) e Giuseppe Simone Bellotti (Józef Szymon) e fu rafforzata da fortificazioni più tardi inserite nelle mura cittadine. | | |
| | La chiesa di San Giacinto (o di San Jacek, kościół Św. Jacka), venne costruita dai domenicani agli inizi del XVII secolo, con un presbiterio in stile gotico e un grande monastero annesso. I lavori si interruppero in occasione della peste del 1625 e, ripresi in seguito, vennero completati nel 1639. All'interno la cappella Kotowski fu edificata tra il 1690 e il 1694 dall'architetto Tylman di Gameren | |
| La chiesa di Nostra Signora della Polonia (katedra Polowa Wojska Polskiego) venne costruita tra il 1660 e il 1682, ad opera dell'architetto Tito Boratini (Tytus), e completata con la facciata tra il 1758-1769, su progetto di Giacobbe Fontana (Jakub). All'interno conserva dipinti di importanti pittori polacchi, tra i quali Szymon Czechowicz e Jan Bogumił Plersch. Nel 1835 le autorità russe modificarono la chiesa per adattarla al culto ortodosso, sostituendo le sommità dei campanili con cupole, rimaste fino alla riconquistata indipendenza nel 1918, quando la chiesa venne restaurata secondo l'originario progetto. Serve come cattedrale dell'esercito. | | |
| Il palazzo Raczyński (płac Raczyńskich) fu progettato dall'architetto Jan Chrystian Kamsetzer e completato nel 1786. Nel XIX secolo ospitò la "Commissione governativa per la giustizia" e in seguito il Ministero della Giustizia. Fu teatro di rappresaglie naziste nel 1944 (dalla fucilazione di 50 passanti presi a caso il 24 gennaio alla strage dei pazienti di un ospedale da campo ospitato all'interno il 2 settembre, mentre in agosto vi era esploso davanti un carro armato tedesco, facendo numerose vittime. | | |
| | | A piazza Krasińskich (plac Krasińskich) si trova il Monumento alla Rivolta di Varsavia del 1944 (Pomnik Powstania Warsawkiego), inaugurato nel 1989 e progettato da Wincenty Kućma e Jacek Budyn, è costituito da due gruppi bronzei, raffiguranti rispettivamente soldati che difendono una barricata e soldati che scendono nelle fogne.                                                                   |